# Fissidens leptocheilos
Fissidens leptocheilos är en bladmossart som beskrevs av C. Müller 1876. Fissidens leptocheilos ingår i släktet fickmossor, och familjen Fissidentaceae. Inga underarter finns listade i Catalogue of Life.